# Blumenthalsches Null-Eins-Gesetz
Das Blumenthalsche 0-1-Gesetz, benannt nach R. M. Blumenthal, ist ein mathematischer Satz auf dem Gebiet der Wahrscheinlichkeitstheorie. Wie alle Null-Eins-Gesetze beschreibt er eine Klasse von Ereignissen, deren Wahrscheinlichkeiten stets 0 oder 1 sind.

## Aussage
Sei {\displaystyle (\Omega ,{\mathcal {A}},\mathbb {P} )} ein Wahrscheinlichkeitsraum und {\displaystyle (B_{t})_{t\geq 0}} eine darauf definierte Brownsche Bewegung mit Filtrierung {\displaystyle {\mathcal {F}}_{t}=\sigma (\{B_{s}\mid s\leq t\})}. Dann ist die σ-Algebra {\displaystyle {\mathcal {F}}_{0}^{+}}, definiert durch {\displaystyle \textstyle {\mathcal {F}}_{0}^{+}=\bigcap _{t>0}{\mathcal {F}}_{t}}, {\displaystyle \mathbb {P} }-trivial, d. h. es gilt: {\displaystyle \mathbb {P} (A)\in \{0,1\}} für alle {\displaystyle A\in {\mathcal {F}}_{0}^{+}}.
Anschaulich beinhaltet {\displaystyle {\mathcal {F}}_{0}^{+}} genau jene Ereignisse, die nur von {\displaystyle (B_{t})_{0\leq t\leq \varepsilon }}, für beliebig kleines {\displaystyle \varepsilon } abhängen. Beispielsweise ist das Ereignis {\displaystyle A=\{\forall \varepsilon >0\exists t>0:\;t<\varepsilon \wedge B_{t}=0\}\in {\mathcal {F}}_{0}^{+}}, es gilt also {\displaystyle \mathbb {P} (A)\in \{0,1\}}.